# Giacomo Bini (presbitero)
Giacomo Bini (Ostra Vetere, 23 agosto 1938 – Roma, 9 maggio 2014) è stato un presbitero e missionario italiano, francescano dell'Ordine dei frati minori.
Ordinato sacerdote nel 1964, lavorò per decenni come missionario in Africa, stabilendosi soprattutto in Ruanda. Fu Ministro generale dell'Ordine dei frati minori dal 1997 al 2003.

## Opere
- Giacomo Bini, Audite, sorelle: Un itinerario per rifondare la vita consacrata, 2nd ed. Memoria e Profezia, Padova 2005.
- Giacomo Bini, Ritorno alla intuizione evangelica francescana, Biblioteca Francescana Edizioni, collana Presenza di S. Francesco, 2010.
- Giacomo Bini, Un'esistenza unificata e pacificata in Dio: Sentieri di vita francescana oggi, Edizioni Biblioteca Francescana, Milano, 2011.